# Mihrab

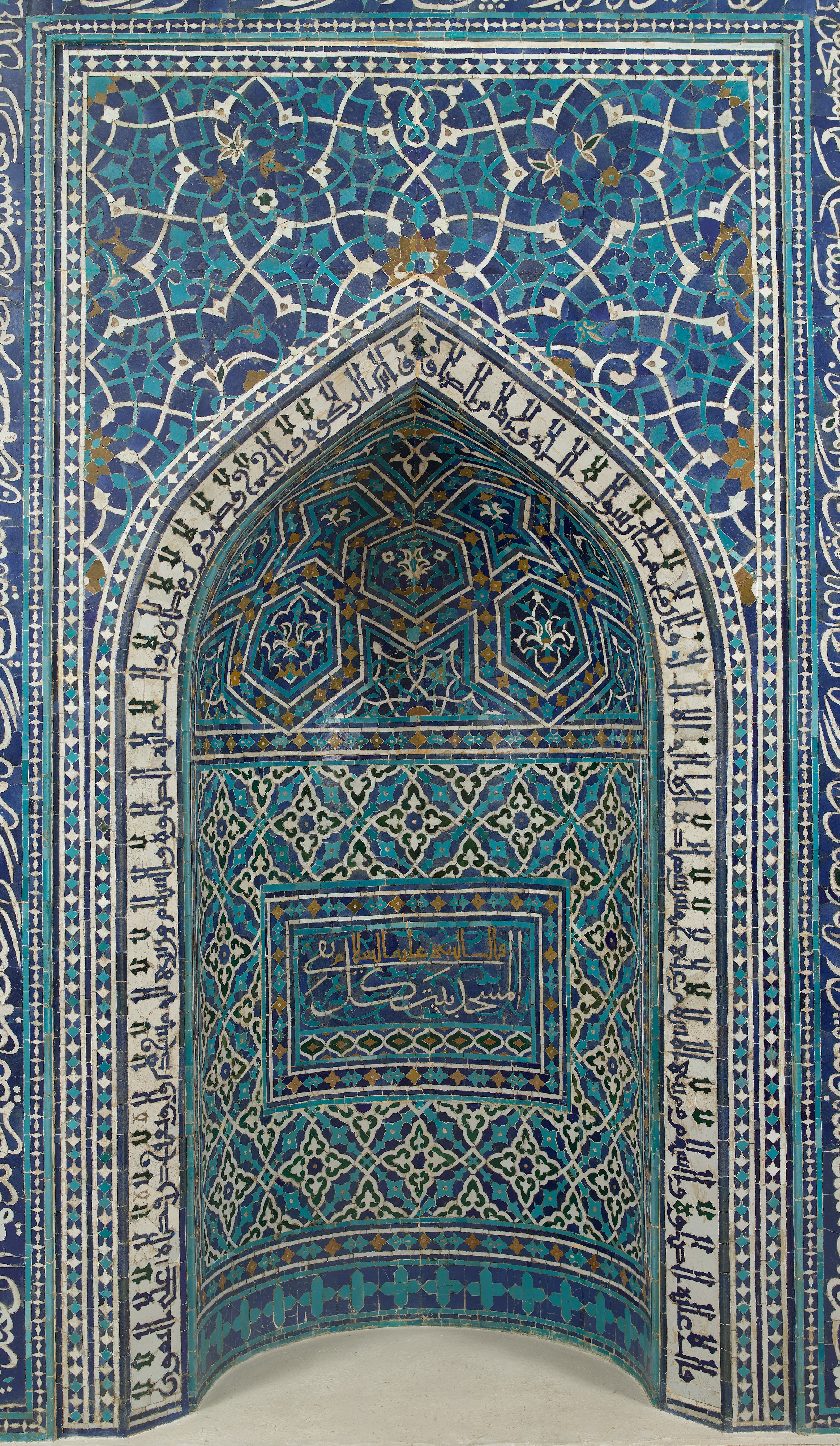
Mihrab z Isfahanu znajdujący się w Metropolitan Museum of Art

Mihrab (arab. محراب, mihrāb, od arab. haraba – „srożyć się, walczyć, modlić się”) – nisza modlitewna w meczecie, wskazująca kierunek modlitwy, również zdobienie dywanika modlitewnego. Nisza w ścianie składa się z łuku, podtrzymujących kolumn i kapiteli oraz przestrzeni między nimi. Niezależnie od tego, czy jest przedstawiony w formie płaskiej (na dywaniku), czy w formie zagłębionej, sprawia wrażenie drzwi lub przejścia. W sali modlitewnej w meczecie, znajduje się na środku ściany wskazującej kierunek modlitwy tzw. qibli. Mihrab wskazuje kierunek do Mekki, w jakim powinni modlić się wierni. Podczas odprawiania nabożeństwa, imam wraz z wiernymi korzystają z mihrabu aby modlić się w właściwym kierunku. Mihrab jest czasem porównywany do absydy w kościołach chrześcijańskich, ale mihrab nie ma nic wspólnego z ołtarzem.

## Nazwa
Istnieje możliwość, że nazwa „mihrab” pochodzi od „kharab” (walka). Symbolizuje to duchową walkę wierzącego i błagającego wiernego, z diabłem (szejtanem) – symbolem wewnętrznego wroga.

## Mihrab w Koranie
Słowo „mihrab” jest wspomniane w następującym wersecie Koranu: „Za każdym razem, jak wchodził do niej Zachariasz, do przybytku świętego (mihrab), znajdował u niej zaopatrzenie.” (3: 37).

## Wygląd
Zwykle mihrab ma formę wygiętą w łuk, ozdobioną ornamentami i rzeźbieniami. W górnej części mihrabu umieszczone są wersety koraniczne.
Do wykonania mihrabów wykorzystuje się różnorodne materiały - kamień naturalny, tynk, płytki, cegłę i drewno. A ich projekt można podzielić na trzy grupy - ramy, kompozycje geometryczne i kwiatowe, napisy. Najczęstsze wersety, które zdobią mihraby, to 144 werset Sury al-Bakara i 37 werset Sury Al Imran. Ponadto szeroko stosowane są „Werset tronu” i „Słowa świadectwa”.

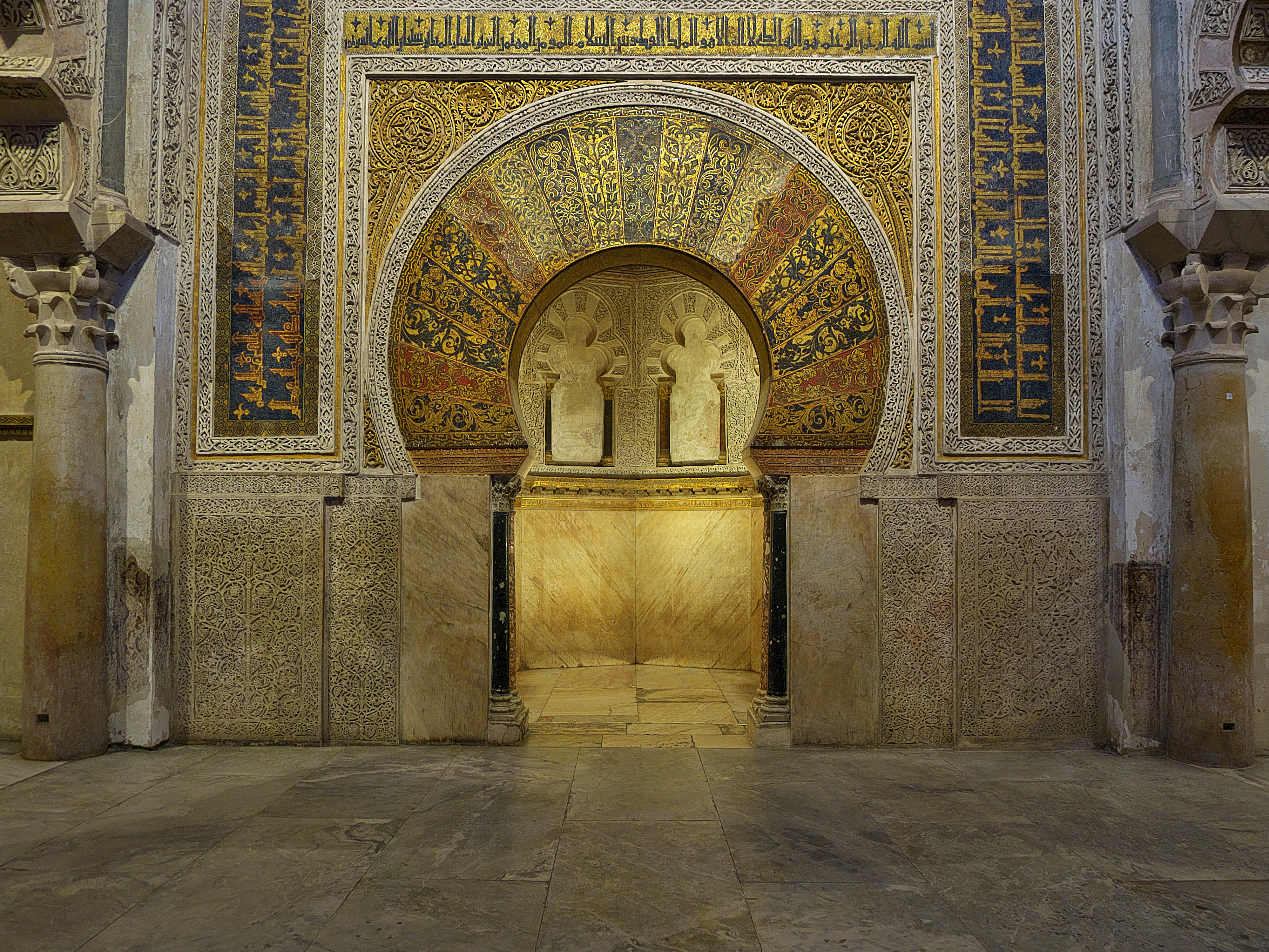
Mihrab Wielkiego Meczetu w Kordobie

W architekturze perskiej często nie ma wnęki mihrabowej, lecz tylko oznaczone kafelkami lub ozdobnie kutym kamieniem miejsce; czasem mianem mihrab określa się zagłębienie wykute w podłodze przed wnęką w ścianie.

## Pierwszy mihrab w islamie
Jeśli chodzi o meczety, szejk Taha Al-Wali wspomina w swojej książce „Meczety w islamie”, że pierwszą osobą, która umieściła mihrab w meczecie, był kalif Usman Ibn Affan. Kalif zainicjował to w celu określenia kierunku modlitwy i określenia miejsca, w którym imam ma stanąć podczas zbiorowej modlitwy, w Meczecie Proroka w Medynie.

## Historia
W języku arabskim w poezji przedislamskiej i częściowo w architekturze epoki Umajjadów (661-750) mihrabem była sala pałacowa lub honorowa (tronowa); w Koranie mihrab oznaczał ołtarz, sanktuarium lub osobistą salę modlitewną w domu lub pałacu.
W historii kultu islamskiego mihrab pojawił się na początku VIII wieku. Chociaż prorok Mahomet nigdy nie wspomniał o mihrabie, teologowie islamscy jednogłośnie uznali go za dobry postęp religijny. W czasach proroka Mahometa, aby wskazać kierunek modlitwy, w meczetach instalowano proste kamienie z charakterystycznymi znakami lub zaznaczano tę stronę ściany. Malowane mihraby zaczęto tworzyć w meczetach za panowania Umajjadów. Tradycja ta była kontynuowana w następnych stuleciach. Pod rządami sułtanów seldżuckich i osmańskich mihraby zaczęto dekorować specjalnie malowanymi ceramicznymi talerzami.
Pierwsze mihraby były prawdopodobnie płaskie i przenośne (dowodem na to jest srebrny dirham z lat 695-696 z wizerunkiem mihrabu w postaci włóczni spoczywającej na szczycie łuku na kolumnach).
Chociaż mihraby pojawiły się w architekturze arabskiej pod koniec VII wieku, to powszechne stały się dopiero w VIII wieku. Najwcześniejszy egzemplarz – w forma napowietrznego łuku strzały – zachował się w Kopule na Skale na Wzgórzu Świątynnym w Jerozolimie.
Kiedy pod rządami Umara ibn Abd Al-Aziza w latach 707-710 odbudowano meczet Proroka, następnie w tym miejscu zbudowano wnękę w formie niszy, którą zaczęto nazywać mihrabem wysłannika Allaha. W innych meczetach we wczesnym okresie historii islamu kierunek modlitwy był wskazywany przez kolorową linię, kamienie lub płyty gipsowe. Przykłady takich płyt z XIII wieku można zobaczyć w Kairze i Mosulu. Później mihraby zaczęto ozdabiać ze wszystkich stron kolumnami, łukami w kształcie półkola ze stalaktytami, zdobionymi archiwoltami, wykładanymi płytkami wodnymi, przyozdobionymi szkłem kobaltowym i drogocennymi kamieniami. Wewnątrz mihrabu wisiała płonąca lampa, która symbolizowała światło, zgodnie z wypowiedzią Proroka: „Allah jest Światłością niebios i ziemi. Jego światło w duszy wierzącego jest jak nisza z lampą” (Koran, 24:35).

## Bibliografia

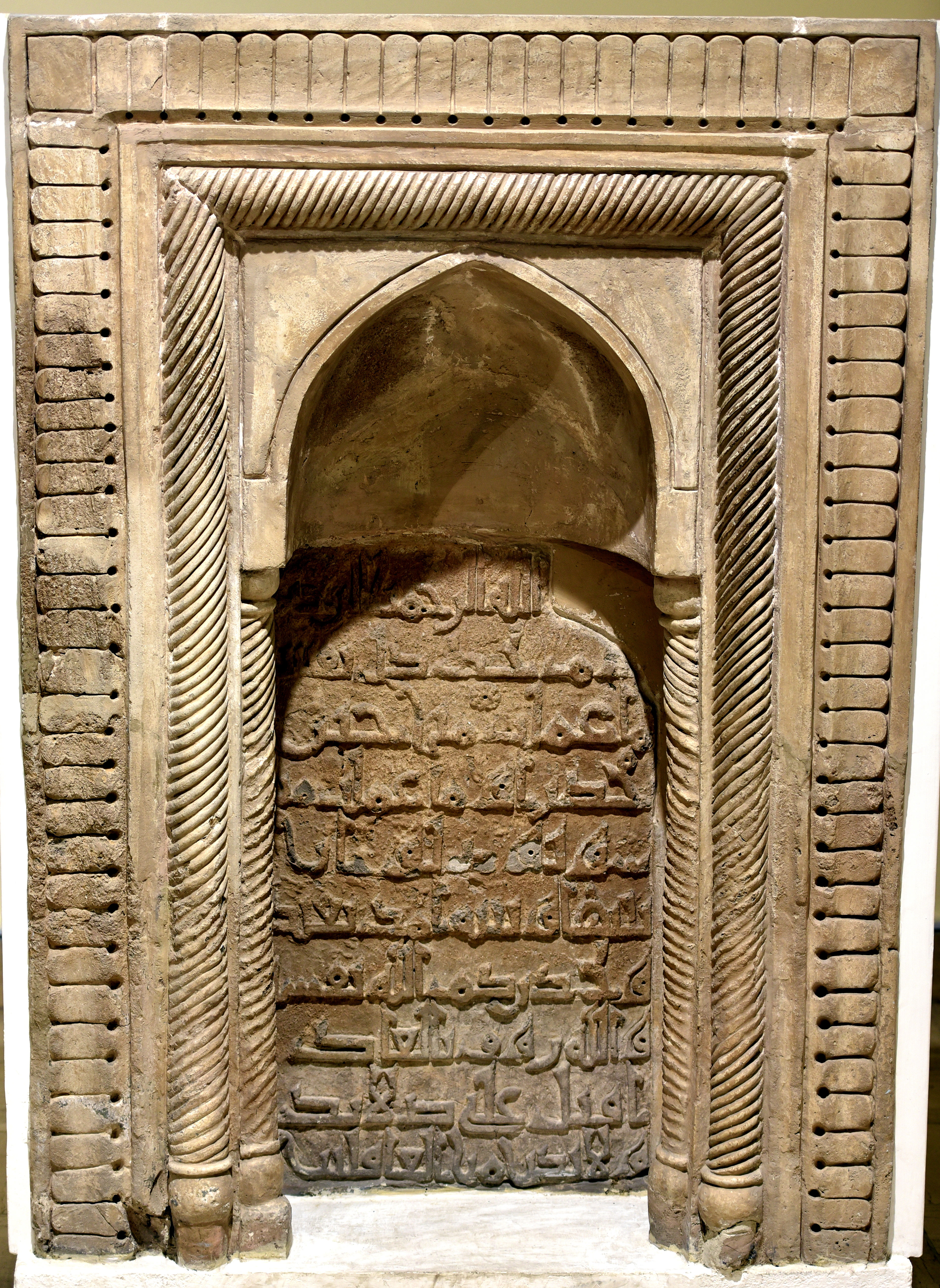
Abbasydzki mihrab z Samarry znajdujący się w Muzeum Narodowym Iraku
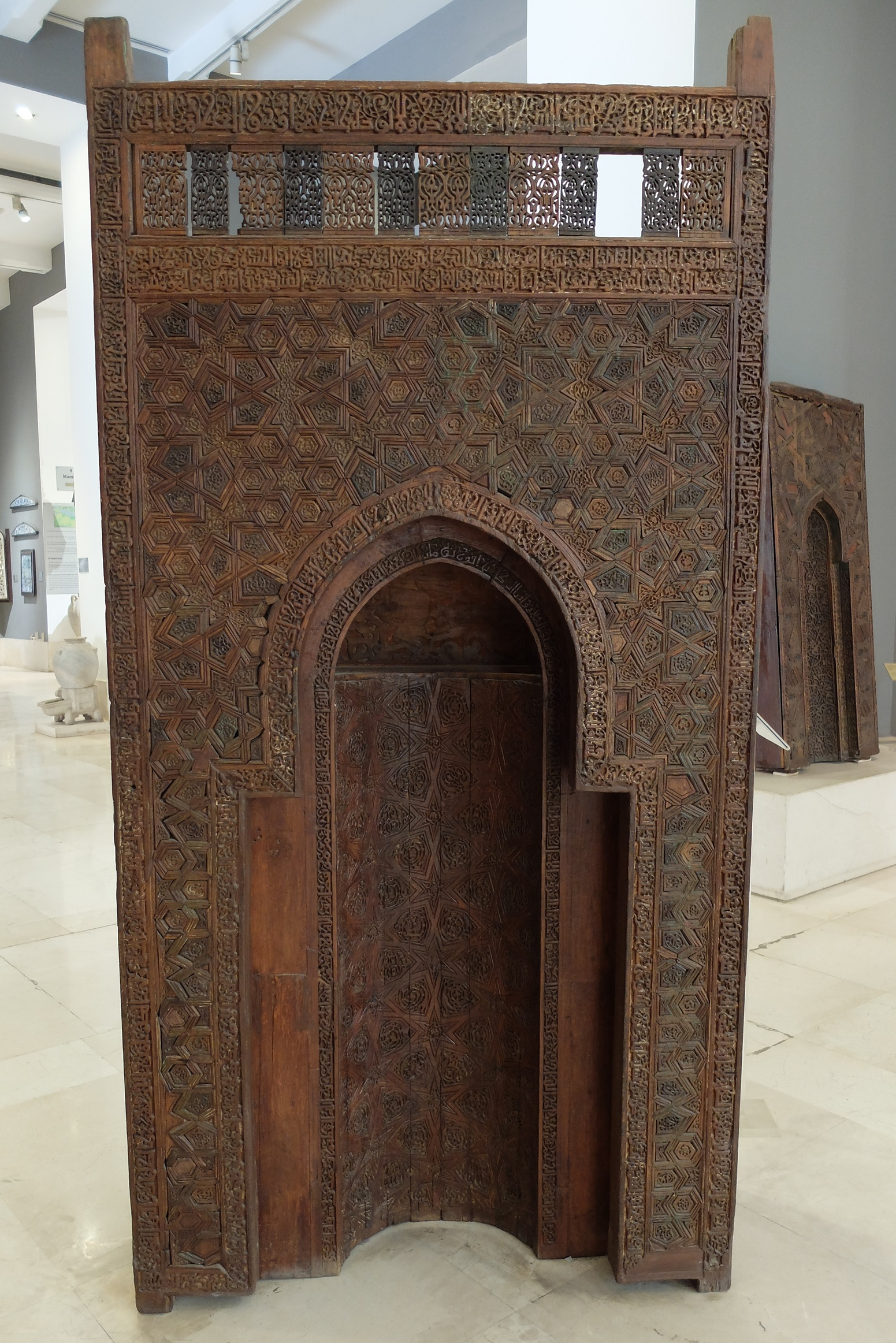
Przenośny mihrab z epoki Fatymidów znajdujący się w Muzeum Sztuki Islamu w Kairze
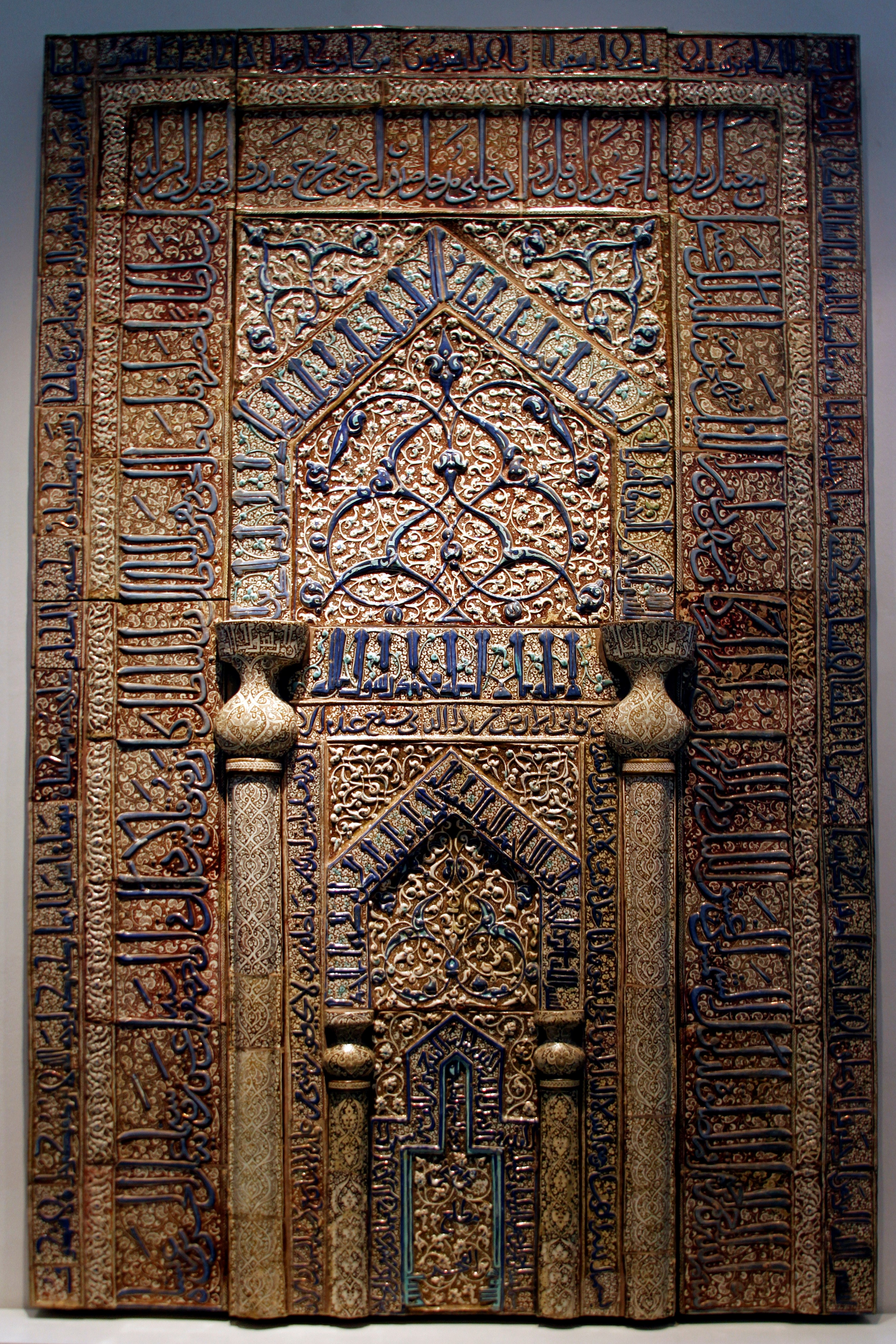
Mihrab z Kaszanu znajdujący się w Museum für Islamische Kunst w Berlinie